# Emotional Freedom Techniques
Emotional Freedom Techniques of EFT, is een therapeutische interventietechniek gericht op desensitisatie. EFT is een van de methoden van de energiepsychologie, een van de alternatieve geneeswijzen. De methode werd ontwikkeld door Gary Craig, NLP-master en makelaar met een achtergrond als civiel ingenieur. EFT is een vereenvoudiging afgeleid van de Thought Field Therapy.
De effectiviteit van deze alternatieve medische methode is niet wetenschappelijk bevestigd.

## De techniek
Deze techniek wordt toegepast om o.a. trauma’s, fobieën, lichamelijk of psychosomatische klachten (hoofdpijn, migraine, rugpijn) en verslavingen te behandelen. Het doel van de techniek is desensitisatie: de emotionele lading van herinneringen en lichamelijke pijnen wordt geneutraliseerd. Voor het toepassen van Emotional Freedom Techniques worden de volgende stappen gezet:
- Voormeting (SUD-meting): de intensiteit van de negatieve emotie wordt gescoord tussen 0 en 10, waarbij 0 geen en 10 veel is. Dit is een subjectieve score.
- De onbewuste weerstand tegen genezing en het onbewust vasthouden van de problematiek wordt doorbroken door het uitspreken van de affirmatietekst "Ik accepteer mezelf helemaal ondanks [het probleem]", terwijl gewreven wordt op de "sore spot" (het neurolymfatisch-reflexpunt uit de toegepaste kinesiologie, zie plaatje) of geklopt op het "karatepunt".
- Een serie acupressuurpunten wordt behandeld (beklopt) onder het uitspreken van herinnerwoorden, zoals: "mijn hoofdpijn", "mijn angst", "mijn verdriet", etc.
- Nameting.

In de energiepsychologie wordt elk probleem aangepakt door het te scheiden in specifieke herinneringen en deze weer onder te verdelen in aspecten. Aspecten zijn alle delen of details van een probleem. Dit kunnen symptomen zijn, lichamelijke sensaties, alle zintuigelijke waarnemingen, emoties en gevoelens, triggers, maar ook oordelen. Alle aspecten moeten apart worden behandeld en systematiek is zeer belangrijk.
Als de therapie effectief is, zal de patiënt zich ontspannen, wat gepaard kan gaan met lichamelijke sensaties zoals gapen. De negatieve emoties en lichamelijke pijn worden losgelaten. De basistechniek wordt herhaald tot de SUD-meting een 0 is per aspect.

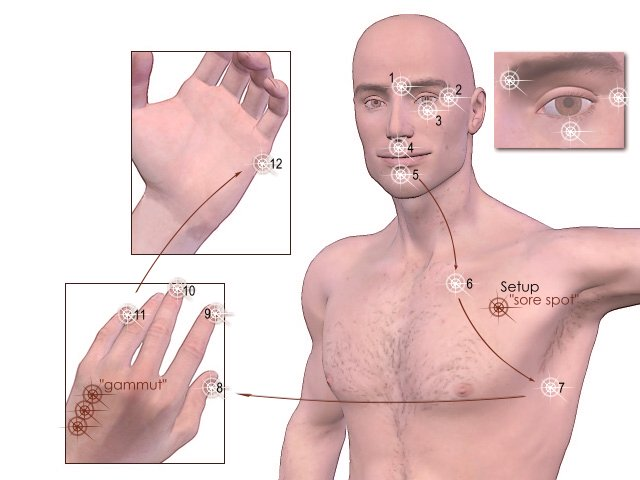
EFT-punten

## Wetenschappelijk
In het onderzoek van Steven Wells, gepubliceerd in Journal of Clinical Psychology worden EFT en diafragma-ademhaling vergeleken als interventie bij kleine-dierenfobie. Het resultaat voor de EFT-groep was een significante vermindering van de angst voor kleine dieren - zowel blijkend uit het vermogen om de dieren te benaderen als uit de zelf aangegeven score voor angst. Deze resultaten bleken na 6 en 9 maanden nog steeds aanwezig. Het rapport van Wells et al. wijst zelf op de methodologische onvolkomenheden en stelt dat er geen conclusies getrokken kunnen worden. Het beveelt een aantal vervolgonderzoeken aan (o.a. placebocontrole, kloppen op andere posities.)
Het enige onderzoek tot nu toe dat niet alleen naar de effectiviteit, maar ook naar het werkingsmechanisme van EFT keek is een vervolgonderzoek dat werd uitgevoerd door Waite en Holder. Waite en Holder concluderen in Scientific Review of Mental Health Practicer dat de therapie een goede werkzaamheid heeft, maar dat dit te danken is aan de geïncorporeerde reeds bekende technieken en dat het voor EFT specifieke kloppen verder niet van invloed is.
In het onderzoek van Rowe, werd de SA-45 (Symptom Assessment-45 Questionnaire)
gebruikt om de lange termijn effecten van EFT tijdens een EFT-workshop op psychisch functioneren te meten. De SA-45 werd toegepast voor, direct na, één maand na, en zes maanden na de workshop. Er was een significante vermindering van alle psychologische meetpunten gemeten op basis van de SA-45 die ook nog stand hielden.
In 2005 verscheen een meta-analyse van Grant Devilly over 'powertherapieën' waartoe ook EFT wordt gerekend. De conclusie was dat dergelijke therapieën geen wetenschappelijk verantwoorde theorie hebben, alleen niet-specifieke effectiviteit aantonen, dat ze geen verbetering vormen voor de bestaande geestelijke zorg, maar dat ze veel kenmerken van pseudowetenschap vertonen.
Recente studies tussen 2016 en 2021, gesteund en gepubliceerd door het National Center for Bio-technology Information van de Amerikaanse regering, hebben een aanzienlijke werkzaamheid van EFT aangetoond bij de behandeling van angst, depressie, pijn, stress, posttraumatische stressstoornis, en PMS-symptomen.

## Theorieën
- In een artikel van Ronald Ruden, PhD (scheikunde) en arts[6] wordt een neurobiologisch circuit in de hersenen bij angstreacties beschreven. De productie van serotonine in de prefrontale cortex, zou ervoor zorgen dat gamma-aminoboterzuur wordt vrijgemaakt. Zowel GABA als serotonine zorgt ervoor dat glutamaat de angst niet meer zou kunnen vasthouden door proteïnesynthese in de basolaterale kern van de amygdala. Ruden verwijst naar andere onderzoeken die aantonen dat het effect van acupunctuur kan worden voorkomen door (het vrij kunnen komen van) deze stoffen tegen te gaan. Hij stelt dat het kloppen (op punten met hoge concentratie van specifieke mechanoreceptoren), een sensore input dus, serotonine laat vrijkomen en zo dit circuit beïnvloedt.
- De energiepsychologie-verklaring vereist de aanname van het energieparadigma. Volgens Gary Craig, de samensteller van deze techniek, is de oorzaak van elke negatieve emotie een verstoring in het (lichaams)energieveld. Een emotie is een verstoring in het energiesysteem, waarbij de meridianen als buizen werken. Het wrijven en het zinnetje opent de buis, en het kloppen verwijdert de verstoring volgens deze theorie. Volgens de beoefenaars van de energiepsychologie is een grondbeginsel van de energiepsychologie om direct aan te grijpen in de basale gevoelens en emoties - lees de amygdala - (en in het onderbewustzijn): gedrag wordt veroorzaakt door een gevoel of emotie die er onder zit. Verander het gevoel of de emotie, en het gedrag verandert. Dit tegenover de grondgedachte van de cognitieve gedragstheorie die via het veranderen van de cognities - lees neo-cortex - probeert het gevoel te veranderen. In de cognitieve gedragstherapie analyseer je problemen - neocortex -, en bedenk je een strategie. Het aantal verbindingen die van de amygdala naar de neocortex toe gaan is vele male groter dan andersom. EFT richt zich op het behandelen van de beleving of het voelen van een probleem.
- De Emotrance (tm) verklaring (Silvia Hartmann): het kloppen op acupunctuurpunten voorkomt dat een emotie wordt vastgehouden in zijn weg uit het lichaam. Elke emotie komt het lichaam binnen, en zal, mits niet tegengehouden, ook weer een weg uit het lichaam volgen. De mens heeft de neiging om negatieve emoties tegen te houden. EFT voorkomt het tegenhouden.
- EFT is imagined exposure en een ontspanningstechniek.
- De theorie van de duale aandacht (pattern interrupt): tegelijkertijd een gevoel oproepen en een verstoring inbrengen.
- Sceptici spreken over afleiding en placebowerking.
- Een alternatieve methodiek (PMA-methode) beschrijft een gelijkaardig resultaat door de herbeleving van traumaervaringen tijdens de coachingsessies.

## Kritische publicaties
- Brandon Gaudiano en James D. Herbert trekken de werking van EFT in twijfel in hun artikel in de Skeptical Inquirer.[7]
- Rob Nanninga bestempelde in Skepsis de techniek tot tovertherapie.[8]